# Paul Finsler
Paul Finsler   (Heilbronn, 11 d'abril de 1894 - Zúric, 29 d'abril de 1970), va ser un matemàtic suís.

## Vida i Obra
Finsler va néixer a Alemanya, però fill d'un comerciant jueu suís, de llarga tradició a Zuric, que entre els seus avantpassats comptava amb Johann Kaspar Lavater. Va fer els estudis secundaris a la localitat de Cannstatt (avui un barri de Stuttgart). El seu germà, Hans, va arribar a ser un famós fotògraf. El 1912 va començar els estudis universitaris a Stuttgart, però l'any següent se'n va anar a la universitat de Göttingen on va obtenir el doctorat el 1918 amb una tesi dirigida per Constantin Carathéodory. Aquesta tesi de geometria diferencial va ser força influent en anys posteriors, tan és així que el 1951 va ser reimpresa sense canvis.
El 1922 va obtenir l'habilitació docent a la universitat de Colònia. A partir d'aquesta data, comença a interessar-se per la teoria de conjunts i la metamatemàtica. El 1927 va acceptar una plaça de professor a la universitat de Zúric en la qual va romandre fins a la seva jubilació el 1959, quan va passar a ser professor honorari. Va morir a Zuric el 1970.
També va ser un aficionat a l'astronomia, havent estat el descobridor de dos cometes.
Els primers treballs de Finsler van ser en geometria diferencial, havent estat el creador de la geometria de Finsler, que constitueix una generalització de la mètrica de la geometria riemanniana. A partir de mitjans dels anys 1920's van començar els seus treballs en teoria de conjunts i lògica matemàtica. Els seus punts de vista en teoria de conjunts eren poc ortodoxos, però el seus treballs en lògica van ser pioners, havent, per exemple, anticipat (1926) les idees de incompletesa que va demostrar Gödel el 1930.